# Mi mujer y mis hijas en el jardín
Mi mujer y mis hijas en el jardín es un cuadro del pintor español Joaquín Sorolla, terminado en 1910. Está realizado en óleo sobre lienzo, y tiene un tamaño de 165 x 206 cm. Se encuentra en la Fundación María Cristina Masaveu Peterson, en Madrid.